# Howden Ganley
James Howden Ganley (* 24. Dezember 1941 in Hamilton) ist ein ehemaliger neuseeländischer Automobilrennfahrer, der an insgesamt 35 Formel-1-Rennen teilnahm.

## Karriere
Howden Ganley kam 1961 mit 50 Pfund in der Tasche mit dem Schiff aus Neuseeland nach Großbritannien. Das Ziel des jungen Mannes war eine Karriere im Motorsport. Er nahm eine schlecht bezahlte Arbeit als Mechaniker einer Rennfahrerschule an, um sich die ersten Aktivitäten als Rennfahrer finanzieren zu können. Mitte der 1960er-Jahre fuhr er bereits in der britischen Formel-3-Meisterschaft und konnte dort einige Erfolge feiern. 1966 wechselte er in die USA und wurde Chefmechaniker im CanAm-Team von Peter Revson.

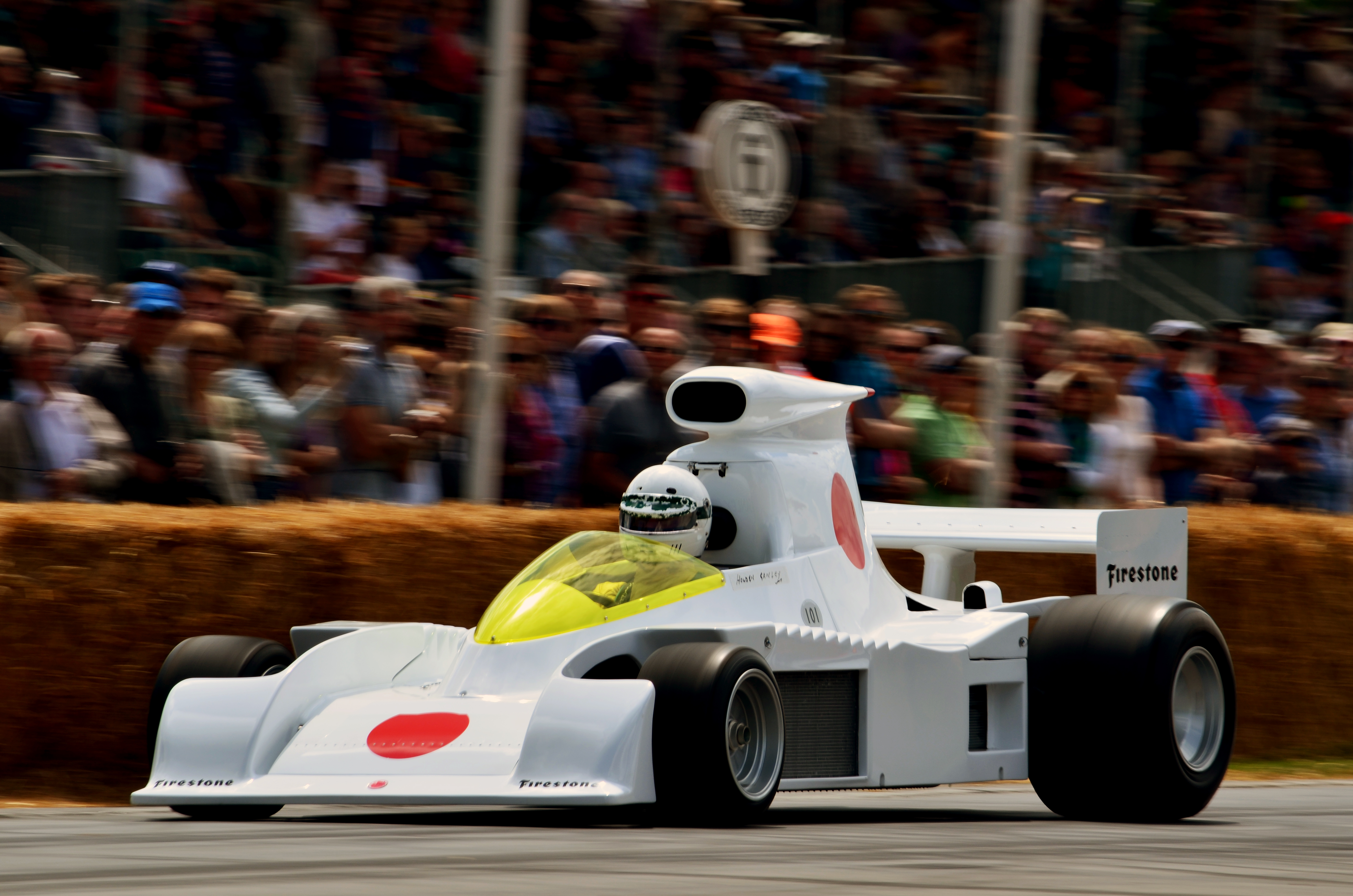
Howden Ganley im Maki F101 im Goodwood Festival of Speed 2014

Zurück in Europa wurde Ganley auf seinem privaten McLaren M10B 1970 Zweiter in der britischen Formel-5000-Meisterschaft, nur knapp geschlagen von Peter Gethin. Endlich wurden Formel-1-Teams auf ihn aufmerksam und Louis Stanley von B.R.M. legte ihm einen Zweijahresvertrag vor, den Ganley sofort unterschrieb.
Ganley bestritt 35 Formel-1-Rennen und erlangte in der Zeit von 1971 bis 1974 insgesamt zehn Meisterschaftspunkte. Er nahm ebenfalls an zahlreichen Grand Prix teil, die nicht offiziell zur Weltmeisterschaft gezählt wurden.

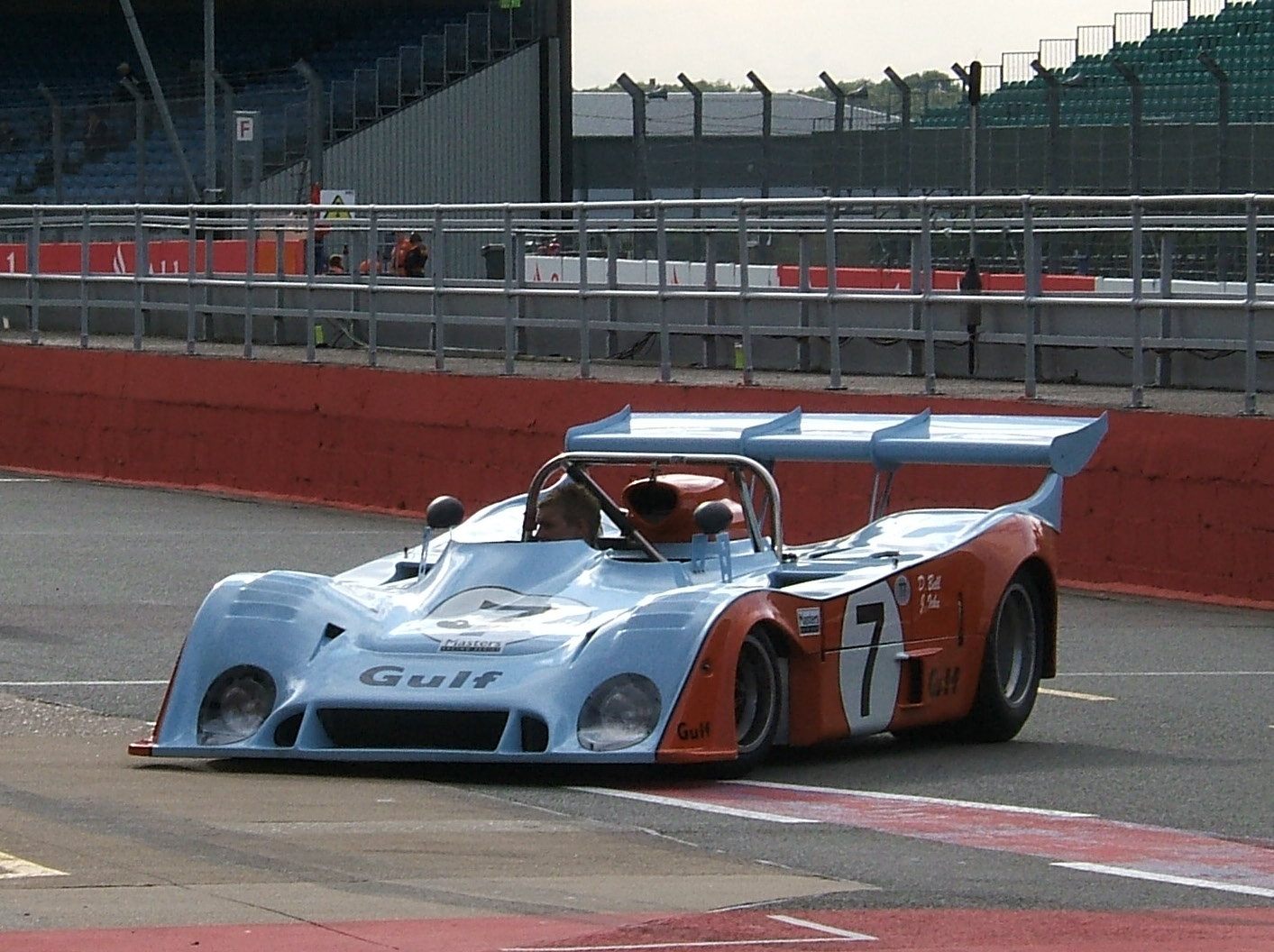
Gulf Mirage M6, der Einsatzwagen von Howden Ganley in der Markenweltmeisterschaft 1973

In seiner Dienstzeit unter B.R.M. zeigte Ganley beständige Leistungen, deren Höhepunkt zwei vierte Plätze waren, jedoch blieb er meist hinter seinen Teamkollegen zurück. In der Saison 1973 ging er für das Team Iso Marlboro von Frank Williams an den Start, dabei erreichte Ganley jedoch nur einmal die Punkteränge mit einem sechsten Platz in Kanada.
Für John Wyer fuhr er als Partner von Vern Schuppan eine komplette Saison in der Markenweltmeisterschaft mit dem Mirage M6. Beste Platzierung für das Duo war der zweite Gesamtrang bei den 1000 km von Spa-Francorchamps.
In seiner letzten Saison als aktiver Fahrer 1974 bestritt er vorerst zwei Grand Prix für das Team March, ehe Ganley vom neuen japanischen Team Maki für den Rest der Saison verpflichtet wurde. Ganley stellte den Maki-Mechanikern seine Werkstatt zur Verfügung; sie wurde zur technischen Basis des Rennstalls. Das Maki-Projekt war nicht erfolgreich. Schon beim ersten Auftritt beim Großen Preis von Großbritannien in Brands Hatch war an eine Qualifikation nicht zu denken. Der Wagen war klobig und viel zu schwer. Beim Großen Preis von Deutschland auf dem Nürburgring endete für Ganley das Experiment Maki: Im Training hatte er im Streckenabschnitt Flugplatz einen schweren Unfall, als am Maki die Aufhängung brach. Ganley wurde mit Beinbrüchen ins Krankenhaus gebracht. Er konnte zwar trotz komplizierter Brüche wieder vollkommen genesen, aber die Motorsport-Karriere war vorüber. Nur einen Tag später verunglückte Mike Hailwood im Rennen im Streckenabschnitt Pflanzgarten am Sprunghügel, ebenfalls nach einem Bruch der Aufhängung. Auch Hailwood erlitt schwere Beinverletzungen und musste seine Formel-1-Karriere beenden.
Zusammen mit dem australischen Rennfahrer Tim Schenken gründete Ganley 1974 das Motorsport-Unternehmen Tiga Race Cars Ltd., das die beiden bis 1989 betrieben.

## Statistik

### Statistik in der Automobil-Weltmeisterschaft

#### Einzelergebnisse
| Jahr | Team         | Wagen             | Motor             | 1       | 2       | 3       | 4       | 5       | 6       | 7       | 8       | 9     | 10      | 11      | 12      | 13     | 14    | 15     | WM  | Punkte |
| ---- | ------------ | ----------------- | ----------------- | ------- | ------- | ------- | ------- | ------- | ------- | ------- | ------- | ----- | ------- | ------- | ------- | ------ | ----- | ------ | --- | ------ |
| 1971 | B.R.M.       | BRM P153          | B.R.M. V12        | RSA DNF | ESP 10  | MON DNQ | NED 7   | FRA 10  | GBR 8   | GER DNF | AUT DNF | ITA 5 | CAN DNS | USA 4   |         |        |       |        | 15. | 5      |
| 1972 | B.R.M.       | BRM P160          | B.R.M. V12        | ARG 9   | RSA NC  | ESP DNF | MON DNF | BEL 8   | FRA DNS | GBR     | GER 4   | AUT 6 | ITA 11  | CAN 10  | USA DNF |        |       |        | 13. | 4      |
| 1973 | Iso Marlboro | Iso-Marlboro FX3B | Cosworth DFV      | ARG NC  | BRA 7   | RSA 10  | ESP DNF | BEL DNF | MON DNF | SWE 11  | FRA 14  | GBR 9 | NED 9   | GER DNS | AUT NC  | ITA NC | CAN 6 | USA 12 | 19. | 1      |
| 1974 | March        | March 741         | Ford-Cosworth DFV | ARG 8   | BRA DNF | RSA     | ESP     | BEL     | MON     | SWE     | NED     | FRA   |         |         |         |        |       |        | 26. | 0      |
| 1974 | Maki         | Maki F101C        | Ford V8           |         |         |         |         |         |         |         |         |       | GBR DNQ | GER DNQ | AUT     | ITA    | CAN   | USA    | 26. | 0      |

| Legende  | Legende            | Legende                                                          |
| Farbe    | Abkürzung          | Bedeutung                                                        |
| -------- | ------------------ | ---------------------------------------------------------------- |
| Gold     | –                  | Sieg                                                             |
| Silber   | –                  | 2. Platz                                                         |
| Bronze   | –                  | 3. Platz                                                         |
| Grün     | –                  | Platzierung in den Punkten                                       |
| Blau     | –                  | Klassifiziert außerhalb der Punkteränge                          |
| Violett  | DNF                | Rennen nicht beendet (did not finish)                            |
| Violett  | NC                 | nicht klassifiziert (not classified)                             |
| Rot      | DNQ                | nicht qualifiziert (did not qualify)                             |
| Rot      | DNPQ               | in Vorqualifikation gescheitert (did not pre-qualify)            |
| Schwarz  | DSQ                | disqualifiziert (disqualified)                                   |
| Weiß     | DNS                | nicht am Start (did not start)                                   |
| Weiß     | WD                 | zurückgezogen (withdrawn)                                        |
| Hellblau | PO                 | nur am Training teilgenommen (practiced only)                    |
| Hellblau | TD                 | Freitags-Testfahrer (test driver)                                |
| ohne     | DNP                | nicht am Training teilgenommen (did not practice)                |
| ohne     | INJ                | verletzt oder krank (injured)                                    |
| ohne     | EX                 | ausgeschlossen (excluded)                                        |
| ohne     | DNA                | nicht erschienen (did not arrive)                                |
| ohne     | C                  | Rennen abgesagt (cancelled)                                      |
| ohne     | keine WM-Teilnahme |                                                                  |
| sonstige | P/fett             | Pole-Position                                                    |
| sonstige | 1/2/3/4/5/6/7/8    | Punktplatzierung im Sprint-/Qualifikationsrennen                 |
| sonstige | SR/kursiv          | Schnellste Rennrunde                                             |
| sonstige | *                  | nicht im Ziel, aufgrund der zurückgelegten Distanz aber gewertet |
| sonstige | ()                 | Streichresultate                                                 |
| sonstige | unterstrichen      | Führender in der Gesamtwertung                                   |

### Le-Mans-Ergebnisse
| Jahr | Team                 | Fahrzeug            | Teamkollege          | Platzierung | Ausfallgrund     |
| ---- | -------------------- | ------------------- | -------------------- | ----------- | ---------------- |
| 1972 | Equipe Matra Sport   | Matra-Simca MS670   | François Cevert      | Rang 2      |                  |
| 1973 | Gulf Research Racing | Mirage M6           | Derek Bell           | Ausfall     | Ölpumpe          |
| 1975 | Gelo Racing Team     | Porsche Carrera RSR | Tim Schenken         | Ausfall     | Getriebeschaden  |
| 1976 | Gelo Racing Team     | Porsche Carrera RSR | Clemens Schickentanz | Ausfall     | Kraftübertragung |

### Einzelergebnisse in der Sportwagen-Weltmeisterschaft
| Saison | Team              | Rennwagen                    | 1   | 2   | 3   | 4   | 5   | 6   | 7   | 8   | 9   | 10  | 11  |
| ------ | ----------------- | ---------------------------- | --- | --- | --- | --- | --- | --- | --- | --- | --- | --- | --- |
| 1968   | Roy Johnson       | Chevron B8                   | DAY | SEB | BRH | MON | TAR | NÜR | SPA | WAT | ZEL | LEM |     |
| 1968   | Roy Johnson       | Chevron B8                   |     |     |     | DNF |     |     |     |     |     |     |     |
| 1970   | Sid Taylor Racing | Lola T70                     | DAY | SEB | BRH | MON | TAR | SPA | NÜR | LEM | WAT | ZEL |     |
| 1970   | Sid Taylor Racing | Lola T70                     | DNF |     |     |     |     |     |     |     |     |     |     |
| 1972   | Matra             | Matra MS670                  | BUA | DAY | SEB | BRH | MON | SPA | TAR | NÜR | LEM | ZEL | WAT |
| 1972   | Matra             | Matra MS670                  |     |     |     |     |     | 2   |     |     |     |     |     |
| 1973   | Gulf Racing       | Mirage M6                    | DAY | VAL | DIJ | MON | SPA | TAR | NÜR | LEM | ZEL | WAT |     |
| 1973   | Gulf Racing       | Mirage M6                    | DNF | DNF | DNF | DNF | 2   |     |     | DNF | 5   | 4   |     |
| 1975   | Gelo Racing       | Gulf GR7 Porsche Carrera RSR | DAY | MUG | DIJ | MON | SPA | PER | NÜR | ZEL | WAT |     |     |
| 1975   | Gelo Racing       | Gulf GR7 Porsche Carrera RSR |     |     |     | 2   |     |     |     |     |     |     |     |